# Coloradia velda
Coloradia velda är en fjärilsart som beskrevs av Johnson och Walter 1979. Coloradia velda ingår i släktet Coloradia och familjen påfågelsspinnare. Inga underarter finns listade i Catalogue of Life.